# Cmentarz żydowski w Sierakowie
Cmentarz żydowski w Sierakowie – kirkut położony jest w odległości około 1 km od centrum miasta. W czasie II wojny światowej został zniszczony przez nazistów. Użyli oni nagrobków do utwardzania ulic. W związku z tym, nie zachowała się żadna macewa.